# Замок Кастлкут
Замок Кастлкут (англ. Castlecoote House) — один із замків Ірландії, розташований в графстві Роскоммон.

## Історія замку Кастлкут
Замок Кастлкут — історична та романтична будівля, що стоїть в графстві Роскоммон. Нині замок належить школі імені Персі Френча. Замок являє собою укріплений будинок, збудований в стилі короля Георга. Замок стоїть на березі річки Сак біля селища Кастлкут в самісінькому центрі графства Роскоммон. Замок відомий як місце, де добре ловиться форель, місце приємний прогулянок, верхової їзди та хороших полів для гольфу. Будинок Кастлкут-Хаус стоїть на місці давнього середньовічного замку. Нинішній будинок побудований 1690 року для сера Чарльза Кута. Будинок включає елементи більш давньої споруди. У середні віки замок, що стояв на цьому місці захищав брід через річку. Давній замок був сильно зруйнований під час повстання за незалежність Ірландії в 1641—1652 роках. Колись замок мав дві високі вежі на флангах замку. Замок був суттєво перебудований в 1750 році. Замок належав сестрам Ганнінг, що були відомі своєю красою, якими захоплювався король Англії Георг ІІІ, яким за це було даровано титули герцогинь Гамільтон, Аргайлл та Ковентрі. Чоловіком Елізабет Ганнінг був Адам Годфазер, що добудував замок і оновив інтер'єр. Потім цей замок належав Джирарду Ганнінгу, що воював в Америці в часи війни за незалежність американських колоній і відзначився в битві під Банкер-Холл. Наприкінці ХІХ століття замок був закинутий і поступово перетворювався на руїну. Потім він був власністю земельної комісії, що передала його місцевим фермерам. Замок сильно постраждав від пожежі 1989 року. У 1996 році замок купив Кевін Фіннерті, що почав реставрацію замку. Нині замок Кастлкут-Хаус відреставрований і є чудовим зразком ірландських особняків XVIII століття. У замку є мармурові каміни, оздоблені стелі, підлога з підігрівом. Біля замку є прекрасний ландшафтний парк. Розроблена програма реставрації давнього мосту, що стоїть біля замку.